# Walter Pistarini
Walter Pistarini (Albano Laziale, 8 agosto 1952) è uno scrittore e saggista italiano.

## Biografia
Nato nel Lazio, ma cresciuto tra Liguria e Piemonte, è noto per diversi saggi sulla musica d'autore di Fabrizio De André che hanno avuto grande successo di vendite, nonché per essere fondatore di uno dei primi e più visitati siti web dedicati al cantautore, viadelcampo.com.
Di professione informatico, Pistarini ha pubblicato in precedenza anche un saggio sul project management (Introduzione al Project Management, Franco Muzzio, 1990).
Si è laureato in Lettere, arte musica e spettacolo nel 2020 presso l'Università telematica eCampus.

## Opere
- con Claudio Sassi, De André Talk, Coniglio Editore, 2009, ISBN 9788860631534
- Il libro del Mondo - Fabrizio De André : le storie dietro le canzoni, Giunti, 2010, ISBN 9788809748514. Nuova edizione (senza foto, più testo alle canzoni, riviste per il 60%) nel 2018, ISBN 9788809867703
- Fabrizio De André. Canzoni nascoste. Storie segrete (curato da Riccardo Bertoncelli), Giunti, 2013, ISBN 9788809786349
- con Claudio Sassi, Collezionare De André, autoprodotto (ma codice legato a Ergo Sum), 2021, ISBN 9791280305053
- con Claudio Sassi, Fabrizio De André. Ho paura di fare il poeta, Rizzoli Lizard, 2024, ISBN 9788817185929
- Canzoni per un sogno. Prima enciclopedia della canzone ecologista. Vol. 1, Cose Note Edizioni, 2025, ISBN 9791281556065